# Laurentius Kercher

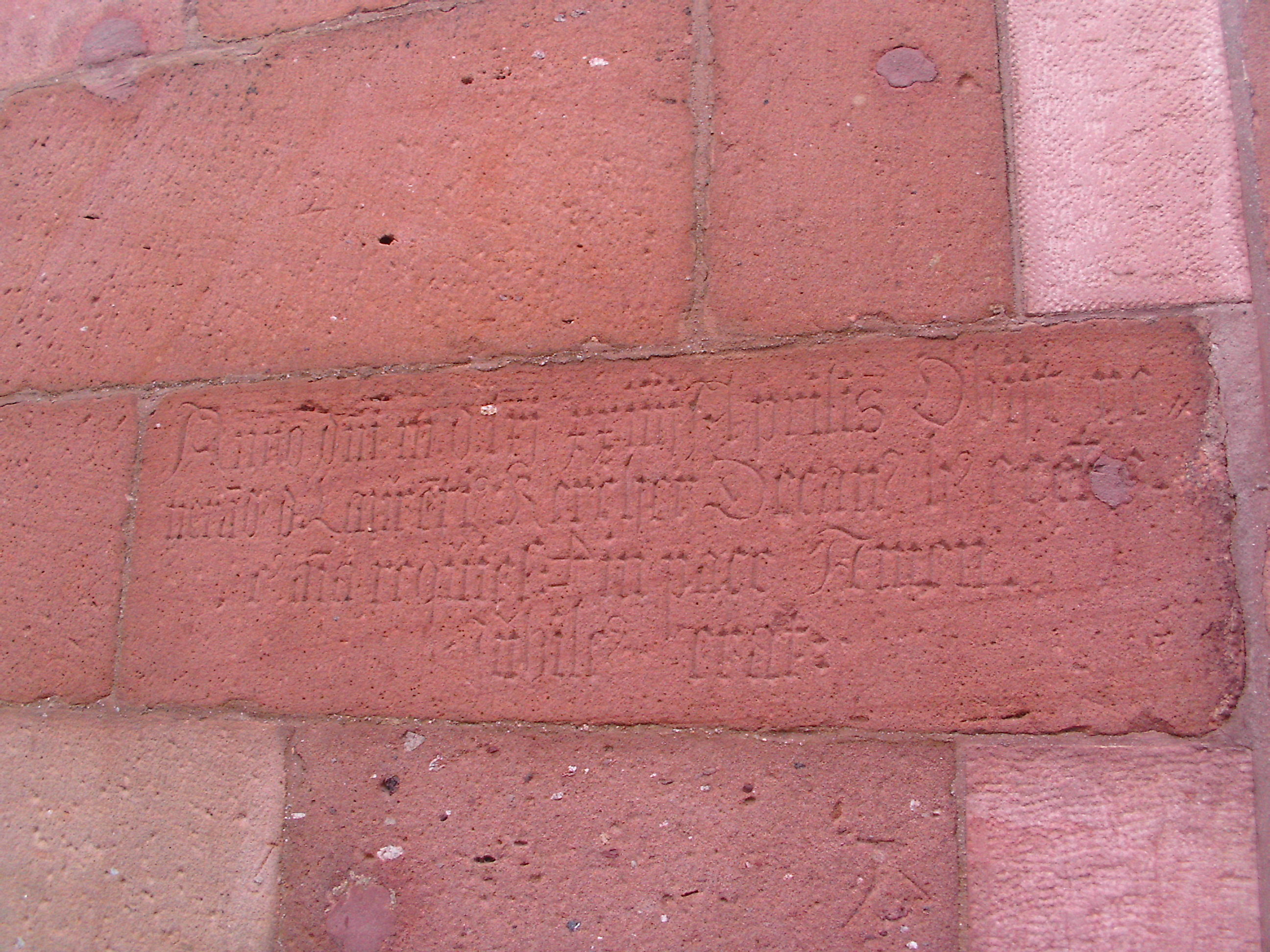
Grabinschrift Dekan Laurentius Kercher, Stiftskirche (Neustadt an der Weinstraße)

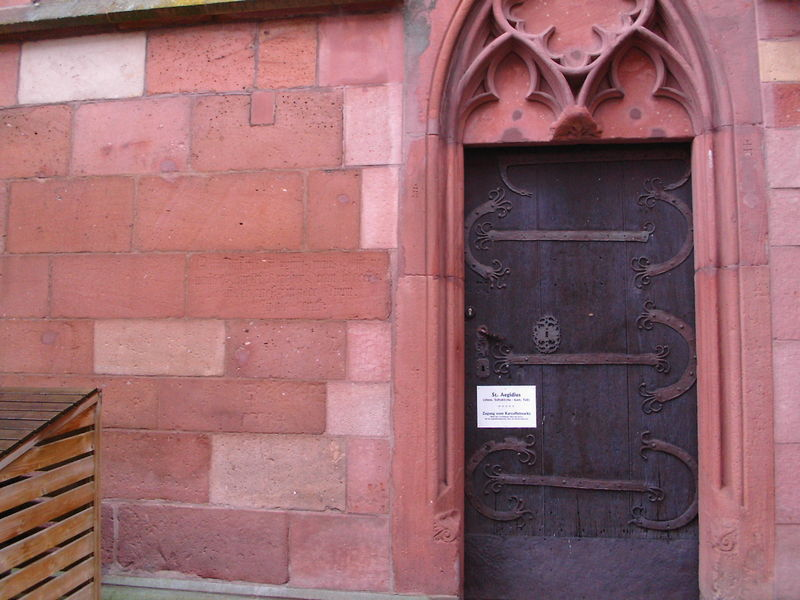
Grabinschrift Dekan Laurentius Kercher, links von der Kirchentür

Laurentius Kercher (* ca. 1485, verm. in Neustadt an der Haardt, heute Neustadt an der Weinstraße; † 24. April 1561, ebenda) war katholischer Priester, Stiftsherr und letzter Dekan (Oberhaupt) des Liebfrauen-Kollegiatstiftes in Neustadt an der Weinstraße.

## Leben und Wirken
Die Neustadter Bürgersleute Margaretha und Heinzelinus Kercher, die ein Haus in der Webergasse, heute Stangenbrunnengasse hatten, waren vermutlich die Eltern des Geistlichen.
Laurentius Kercher besaß als Kanonikus ein Haus mit Hof am Eingang der Kesselringgasse, heute Landschreibereistraße, worauf er 1540 einen Schuldbrief ausstellte. Anlässlich einer diesbezüglichen Schuldablösung wird er 1556 als Dekan bezeichnet.
1356 hatte Kurfürst Ruprecht I., aufgrund des testamentarischen Willens seines Bruders Rudolf II. (Pfalz) das Liebfrauen-Kollegiatstift Neustadt, als Memoria für die gemeinsame Familie gestiftet. Ihm stand der Stiftsdekan als Oberhaupt vor.
1556 führte Kurfürst Ottheinrich die Reformation im Sinne des lutherischen Bekenntnisses in der Kurpfalz ein und verbot den katholischen Kult.
In Neustadt hatte bereits sein Vorgänger Friedrich II. 1554 einen evangelischen Pfarrer eingesetzt, der vom altgläubigen Stift bezahlt werden musste.
Der Theologe Johannes Marbach aus Straßburg visitierte 1556 im staatlichen Auftrag sämtliche Pfarreien und zwang sie – wo noch nicht geschehen – zur Annahme der neuen Lehre, bzw. verjagte sich widersetzende Geistliche. Wegen der komplizierten Rechtsmaterie blieben die Klöster und Stifte im Land einstweilen weitgehend verschont von Zwang, wurden aber oftmals durch subtilere Mittel zur Annahme des neuen Glaubens gebracht. Nach Marbachs Visitationsbericht waren die Pfarrer im Oberamt Neustadt "vast alle ungelerte papisten" die von ihm ihrer Ämter enthoben wurden.
Laurentius Kercher setzte der Reformation zähen Widerstand entgegen und hielt unentwegt am bisherigen Glauben fest, dessen letzter offizieller Vertreter er mit seiner Kommunität im Umkreis der Stadt war. Laut dem historischen Seelbuch des Kollegiatstiftes sorgte er dafür, dass trotz der völligen Auflösung jeglichen katholischen Glaubenslebens um ihn herum, die Gottesdienste und Gebetsverpflichtungen an seiner Kirche treulich weitergingen wie eh und je. Bis zu seinem Tode am 24. April 1561 blieb diese katholische Insel in Neustadt erhalten. Danach konnte kein Dekan mehr gewählt werden, einige Kleriker starben oder verließen das Stift, andere traten zum protestantischen Glauben über. 1563 führte der neue Kurfürst Friedrich III. (Pfalz) den Calvinismus statt des lutherischen Bekenntnisses als Staatsreligion ein. Nun verschonte man auch die wenigen noch existierenden Klostergemeinschaften nicht mehr. 1566 löste der Wittelsbacher Friedrich III. das von seiner eigenen Familie gegründete Stift auf und zog die Gefälle zu seinen Gunsten ein. Die Kirche übergab er der reformierten Gemeinde, die Stiftshäuser deren Predigern zur Pacht.

Kercher wurde 1561 im Chor der Neustadter Stiftskirche begraben. Ein Epitaph erhielt er nicht mehr, jedoch meißelte man seine Grabinschrift einfach in die äußere, südliche Wand des Chores ein. Sie enthält auch den Hinweis, dass er Jubelpriester, also bei seinem Tod schon mindestens 50 Jahre geweiht war, woraus sich sein ungefähres Alter berechnen lässt. Die Inschrift befindet sich links neben der vom Marktplatz in den katholischen Teil der Stiftskirche führenden Tür. Sie lautet:

„ Anno domini 1561, 24 Aprilis obiit venerandus dominus Laurentius Kercher Decanus huius ecclesie, cuius anima requiescat in pace. Amen. Jubileus erat.“

Nikolaus Schöneck, der letzte katholische Pfarrvikar (Pfarrer) des Stiftes, starb acht Monate später, am 26. Dezember 1561. Auch von ihm ist eine Epitaphinschrift an der Stiftskirche erhalten.